# Абдуллин, Рубин Кабирович
Руби́н Каби́рович Абду́ллин (тат. Рубин Кәбир улы Абдуллин; 19 августа 1950, Йошкар-Ола) — пианист, органист, педагог, музыкально-общественный деятель. Ректор Казанской государственной консерватории имени Н. Г. Жиганова (1988—2021). Народный артист Республики Татарстан (1992). Лауреат Республиканской премии им. М. Джалиля в области литературы и искусства (1988). Лауреат Государственной премии Российской Федерации (1999). Народный артист Российской Федерации (2007).

## Биография
Рубин Кабирович Абдуллин родился 19 августа 1950 года в г. Йошкар-Ола.
В 1973 году окончил Казанскую государственную консерваторию по классу фортепиано (класс преподавателя Э. А. Монасзона).
В 1974 году Ленинградскую государственную консерваторию по классу органа.
С 1973—1975 гг. — преподаватель кафедры специального фортепиано Казанской государственной консерватории.
В 1979 году окончил ассистентуру-стажировку в Московской государственной консерватории.
С 1975—1979 гг. — старший преподаватель кафедры специального фортепиано Казанской государственной консерватории.
В 1979—1992 гг. — доцент кафедры специального фортепиано и органа Казанской государственной консерватории.
С 1992—1998 гг. — профессор кафедры специального фортепиано и органа Казанской государственной консерватории.
В 1988—2021 гг. — ректор Казанской государственной консерватории (академии) имени Н. Г. Жиганова.
С 1998 года — заведующий кафедрой органа и клавесина.
На начало 2025 года — исполняющий обязанности заведующего кафедрой органа и клавесина Московской консерватории.
Член Международного Союза музыкальных деятелей.
Член Президиума УМО высших учебных заведений РФ в области музыкального искусства.
Председатель Союза органистов России.

## Общественная позиция
В марте 2014 года поддержал аннексию Крыма, подписал письмо президенту России Владимиру Путину в поддержку аннексии

## Творчество
Р. Абдуллин ведёт активную концертную деятельность. Обширный репертуар исполнителя включает музыку XV—XX вв. Автор и исполнитель крупных концертных циклов, охватывающих различные историко-стилевые этапы развития мирового органного искусства.
Гастролирует во многих городах России и странах Европы (Великобритания, Германия, Франция, Швейцария, Швеция, Эстония, Испания, Италия, Латвия, Литва, и др.) и США.
Автор статей по проблемам музыкального искусства, составитель и редактор ряда сборников произведений для органа и фортепиано, в том числе сборника органных произведений композиторов Татарстана.
Увлекается чтением книг.

## Дискография
- К. Сен-Санс. Симфония до минор для органа с оркестром / Дир. Ф. Мансуров. — Казань, 1997 (CD)[4]
- И. С. Бах. Klavierubung. Ч. III. — Екатеринбург, 2000 (CD)[4].

## Звания, награды и признание
- Народный артист Республики Татарстан (1992)
- Заслуженный деятель искусств Российской Федерации (1997)[2]
- Участник энциклопедии «Гордость города Казани» (2005)
- Народный артист Российской Федерации (2007)
- Премия комсомола Татарии имени Мусы Джалиля (1988)
- Государственная премия Российской Федерации (1999)